# Ка Кароло-Торичеле (Виченца)
Ка Кароло-Торичеле је насеље у Италији у округу Виченца, региону Венето.
Према процени из 2011. у насељу је живело 114 становника. Насеље се налази на надморској висини од 209 м.